# ポポル・ヴフ

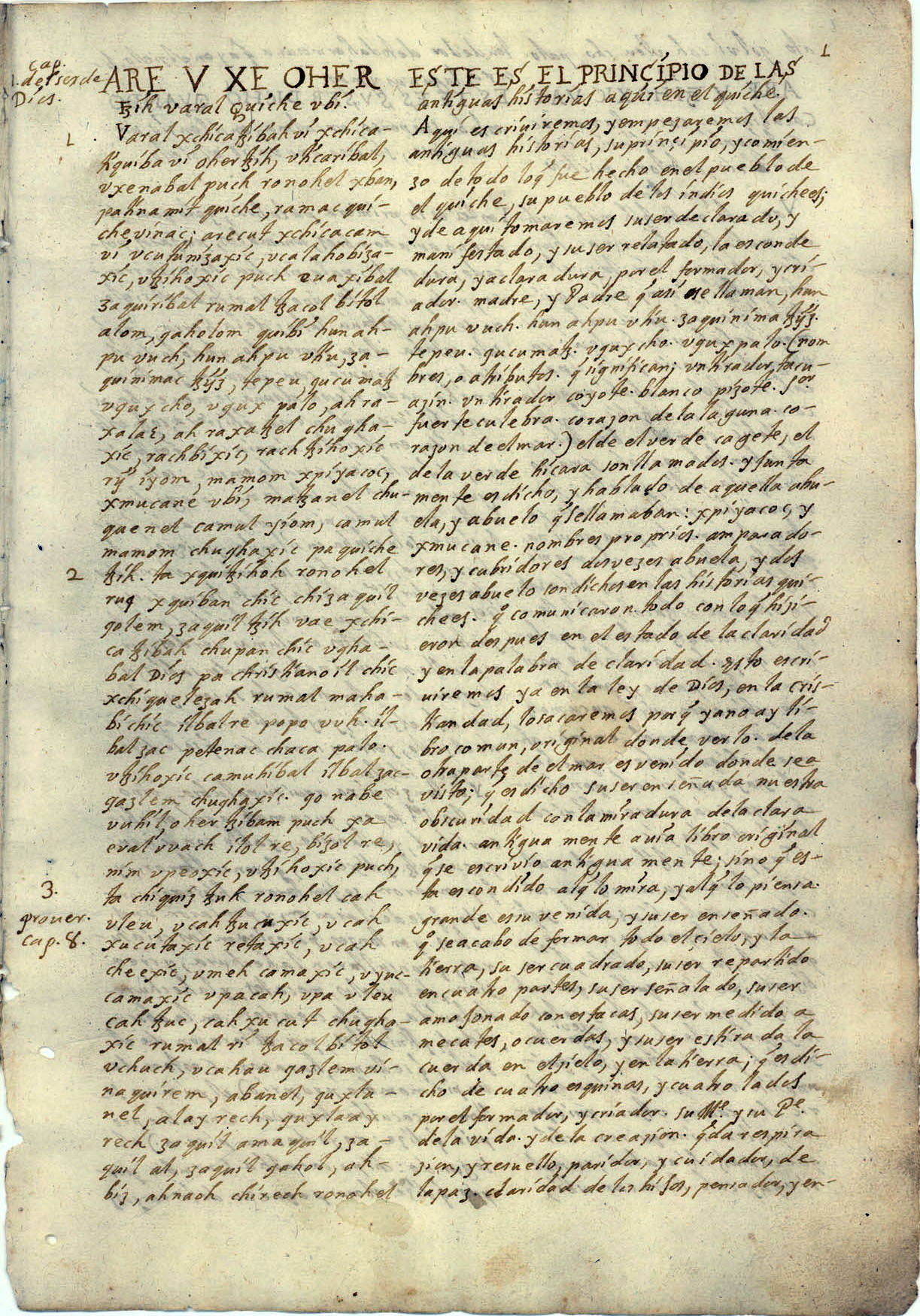
現存する最古のポポル・ヴフの著述。（フランシスコ・ヒメーネス著、 1701年頃）

『ポポル・ヴフ』（Popol Vuh）または『ポポル・ウフ』（Popol Wuj）とは、現在のグアテマラシティ北西にあるグアテマラ高地 に住むキチェ族の人々に伝わる神話および歴史を綴った文書である。

## 概要
『ポポル・ヴフ』はグアテマラのスペイン征服以前にキチェ族の人々によって書かれた創作説話である。そこにはマヤの創世神話、英雄の双子フンアフプーとイシュバランケーの偉業、そしてキチェ族の年代記が含まれている。
ポポル・ヴフという名称は「会議の書」や「共同体の書」「評議会の書」などと訳されるが、より文字通りには「民衆の書(Book of the People)」である。文字に書き留められたのは1550年頃で、それ以前はもともと口頭伝承で受け継がれてきたものである。現存するポポル・ヴフは、18世紀ドミニコ会 のフランシスコ・ヒメーネスが原文をスペイン語で写し取ったものとされている。本来はマヤ文字で記されたと推定されているが、マヤ文字で書かれたものは現存しない。
『チラム・バラムの書』や他の類似テキストもそうだが、スペインのコンキスタドールが焚書を行ったためにメソアメリカの神話を扱った初期の叙述が希少であるとの観点から、ポポル・ヴフは特に重要である。

## ポポル・ヴフの歴史

### ヒメーネス神父の写本
1701年、ヒメーネス神父はサント・トマス・チチカステナンゴに着いた。この町はキチェ族の領地であり、従っておそらく神父ヒメーネスが最初に歴史神話を編集した場所とされている。ヒメーネスは書写と翻訳を並行して手がけ、キチェ語写本（ラテン文字とParra文字で発音を転写）およびスペイン語訳を残した。1714年頃、ヒメーネスは第2章から第21章のスペイン語訳を自著『Historia de la provincia de San Vicente de Chiapa y Guatemala de la orden de predicadores』1巻に組み入れた。ヒメーネスの写本は没後もドミニコ会の所有で保管されていたが、1829年–1830年にわたりフランシスコ・モラサン将軍がグアテマラから聖職者を追放したことで、ドミニコ会の書物の大部分がサン・カルロス・デ・グアテマラ大学に移管された。
1852年から1855年まで、モーリッツ・ワグナーとカール・フォン・シェルツァー医師は中央アメリカを旅行し、1854年5月初旬にグアテマラシティに到着した。シェルツァーはサンカルロス大学図書館でヒメーネスの著作を見つけ、その中の「del mayor interes（最も興味深い）」という特定の項目に着目した。グアテマラの歴史家にしてアーキビストのフアン・ガバレーテ (Juan Gavarrete) の助力を得て、シェルツァーは写本の後半からスペイン語の内容を写し取り（または写本を作成し）、ヨーロッパに戻ると公表した。
1855年にフランスの大修道院長シャルル・エティエンヌ・ブラッスール・ド・ブールブールもまた大学図書館でヒメーネスの著作を見つけた。しかしながら、シェルツァーが写本をコピーしたのに対し、ブラッスールは明白に大学の文献を無断で持ち出し、フランスに持ち帰った。ブラッスールの死後1874年に、ポポル・ヴフを含むメキシコ - グアテマラ地方の蒐集品がアルフォンス・ピナール (en) の手を経てエドワード・E・エア (en) に売却された。エアは1897年に自身の1万7000点の収蔵品をシカゴのニューベリー図書館 (en) に寄贈すると決めたが、この計画実現は1911年まで待つことになる。ヒメーネス神父による『ポポル・ヴフ』の書写翻訳本は、エアからの受贈品に含まれている。
1941年にA・レシーノスがニューベリー図書館で（再）発見するまで、ヒメーネス神父の写本は行方不明とされていた。一般に通説では、ヒメーネス写本を直接、編集したのはシェルツァー以降、発見者のレシーノスが初めてとされてきた。しかしマンロー・S・エドモンソンとカルロス・ロペスは、最初の（再）発見は1928年のウォルター・レーマン (en) と考えている。アレン・クリステンソン、ネストー・キロア、ジョン・ウッドラフ、カルロス・ロペスの説では、いずれもニューベリー図書館蔵書をヒメーネス唯一の「オリジナル」と見なしている。

### ヒメーネス神父の原資料
ヒメーネスは教区庁から口述筆記の写本を原資料として借りたと一般的には信じられている。しかしネストー・キロアは「そのような写本は全く見つかっておらず、従ってヒメーネスの作品は学術研究にとって唯一の原資料である」と指摘している。この文書は、ペドロ・デ・アルバラードの1524年の征服後まもなく、サンタ・クルス・デル・キチェまたはその周辺で口頭朗読が行われ、それを聞いた文字に起こした（口述筆記）という通説がある。A・レシーノスとデニス・テドロック (en) は、ポポル・ヴフ巻末にある系譜を植民地時代の記録と比較することにより、その時期を1554年から1558年の間だと示唆している。
しかし、そのテキストが「書かれた」書物と言う点で「ポポル・ヴフの現存に関する結論を出す際に、最初の1ページ目の文章を評論家たちが額面どおりに受け取りすぎているように思える」
とウッドラフは警告する。仮に征服後の初期の書物があるとすれば、ある学説（最初の提示はルドルフ・スカラー）では口述筆記した書記者を『Título de Totonicapán』に署名した人物の1人 Diego Reynoso としている。別の著者の可能性として、『Título de Totonicapán』に「Nim Chokoh Cavec（Kaweqの偉大な執事）」として系図が掲載された、Don Cristóbal Velasco もありうるとされる。いずれの場合も、植民地時代の存在はポポル・ヴフの序文に明示されたとおりである。
「これを私たちは今、神の律法のもと、そしてキリスト信仰のもとで書くつもりである。私たちがそれを明るみに出す理由は、海の向こう側からの到来や私たちの暗黒時代の叙述がはっきりと見られ、私たちの生活が明確に見て取れた、いわゆるポポル・ヴフが今やもう見られなくなっているためである」
したがって、内容を「保存」する必要性には前提として内容の消滅が差し迫っているとして、エドモンソンは征服前の絵文字的なコデックスを理論化して提示している。ただし、そのようなコデックスの証拠はまだ見つかっていない。しかしながら、少数派はその存在の議論に使われるのと同じ根拠を用いて、ヒメーネス以前のテキストの存在に異議を唱えている。どちらの立場も、根拠はヒメーネスによる2つの声明である。1つ目は『Historia de la provincia』で、ヒメーネスはサント・トマス・チチカステナンゴの副牧師在職中に様々なテキストを見つけたと記しており、それは「彼らのほぼ全員がそれを暗記している」にもかかわらず「長老大臣たちの間でもその痕跡さえ明かさなかった」ような秘密で守られていたものだった。
ヒメーネス以前のテキストの存在の論拠に使われた2番目の箇所は、『ポポル・ヴフ』へのヒメーネスの補遺であり、次のように記している。先住民の慣行の多くは「彼らが持っている本、それは［キリスト教以前の］時代に起源する全ての月と各日付に対応した記号を付した予言のようなもの、に見ることができる。そのうちの1つを私は所有している」シェルツァーは脚注にて、ヒメーネスが言及しているのは「単なる秘密のカレンダー」で、自分自身がワーグナーとの旅行中に「グアテマラ高地の様々な先住民の町でこの粗野なカレンダーを以前見つけた」と説明している。これだとヒメーネスの所有品は『ポポル・ヴフ』ではなく、慎重に守られてきた品であってヒメーネスには容易に入手できる類のものではなかったという点で矛盾が出てしまう。これとは別に、ウッドラフは「ヒメーネスは自分の情報源を決して開示せず、代わりに彼らが望むものを推察するよう読者を促しているため……先住民の間でそうした文字化された改訂版が無かったとしても妥当である。暗黙の折衷案としては、彼または別の宣教師が口頭朗読から最初の書下ろしテキストを作成したのだろう」と推測している。

## ポポル・ヴフにおける英雄譚

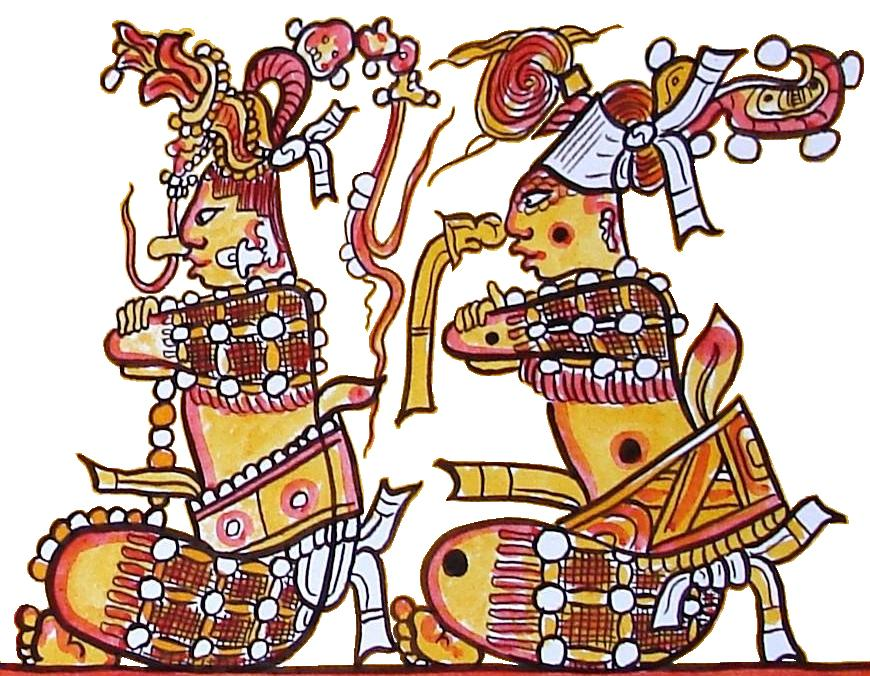
トウモロコシの神で斑点がある双子の英雄

双子の英雄フンアフプーとイシュバランケーの伝説はマヤ人達の間で様々なバージョンが語り継がれていたが、現存している物語は1700年から1715年の間に文書を翻訳したドミニカ人司祭フランシスコ・ヒメーネスによって保存されたものである。後古典期のコデックスにおけるマヤの神格は、古典期前期に記された初期のバージョンとは違いがある。マヤ神話では、フンアフプーとイシュバランケーは3組のうちの 2番目の双子で、最初に生まれたのはフン・フンアフプーとその弟ヴクブ・フンアフプー、3番目の双子として生まれたのはフンバッツとフンチョウエンである。ポポル・ヴフでは、最初の双子フン・フンアフプーとヴクブ・フンアフプーがマヤの冥界シバルバーに招待され、シバルバーの王たちと一緒に球技を行った。冥界にてこの双子は策略に満ちた多くの試練に直面、最終的に彼らは失敗して処刑されてしまう。フンアフプーとイシュバランケーの双子英雄はその父親フン・フンアフプーの死後、魔法のように誕生した。やがてふたりは父親と叔父の死を報復するためシバルバーに赴き、冥界の王たちを倒した。

## 構成
ポポル・ヴフは創造、祖先、歴史、宇宙論を含むテーマ範囲を網羅している。ニューベリー図書館の肉筆文書は章に分かれていないが、比較研究を容易にするため、1861年の普及版ではシャルル・エティエンヌ・ブラッスール・ド・ブールブールが充てた章構成を採用した。テドロックとクリステンソンが検討したように幾つかバリエーションもあるが、林屋永吉によって日本語に翻訳されたアドリアン・レシーノス版では次のような形にまとめられている。

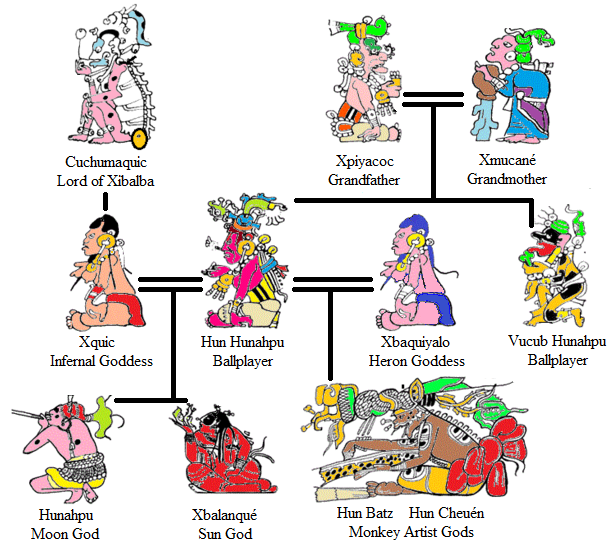
神々と半神の系譜。縦線はその子孫、横線は兄弟、2重横線は結婚を表す。

### 序文
イシュムカネーとイシュピヤコックの紹介、『ポポル・ヴフ』を書く目的、大地の測定についての導入部。

### 第1部
創造説話―ツァコルとビトル、テペウとグクマッツ、アロムとクァホロムと呼ばれる原初の神によって大地や樹木、動物、そして人間が創造された。最初の人間は土と泥で創られたが、水を含むと溶けてしまった。2番目の人間は木から創られたが、彼らは知恵を持たず、フラカンと呼ばれる天の心のことを思わなかったために、天の心は洪水を起こして彼らを洗い流した。シェコトコヴァッチ、カマロッツ、コッツバラム、トゥクムバラムによって彼らは滅ぼされた。彼らの生き残りは森の中のサルになった。
双子の英雄であるフンアフプーとイシュバランケーが、傲慢なヴクブ・カキシュおよびその息子シパクナーとカブラカンを計略を使って殺し、「秩序と均衡を世界に回復する」。

### 第2部
フンアフプーとイシュバランケーの父と叔父、フン・フンアフプーとヴクブ・フンアフプー（イシュムカネーとイシュピヤコックの息子）は、シバルバーでの球戯で殺された。
ヒョウタンノキ (Crescentia)  にさらされたフン・フンアフプーの頭がシバルバーの主のひとりであるクチュマキックの娘イシュキックの手に唾を吐きかけると、彼女は子を身ごもった。
イシュキックは義理の母イシュムカネーの元に行くため、地下世界を去る。イシュキックはそこでフンアフプーとイシュバランケーを産む。フン・フンアフプーの本来の妻のイシュバキヤロの子であるフンバッツとフンチョウエンはフンアフプーとイシュバランケーを殺そうとするが、逆にサルにされる。
フンアフプーとイシュバランケーはその後、その父と叔父を殺したシバルバー王フン・カメーとヴクブ・カメーに挑み、敵討ちに成功して太陽と月になる。

### 第3部
ツァコルとビトル、テペウとグクマッツ、アロムとクァホロムはトウモロコシから人間を創ることに成功する。キチェのリネージの祖先にあたる4人の男（バラム・キツェー、バラム・アカブ、マフクタフ、イキ・バラム）とその4人の妻も創造される。
人間たちは夜明けの来るのを待つ。はじめ東方に住んでいた人々は7つの洞穴（ヴクブ・ペック）とも呼ばれるトゥランへ行き、ここでキチェの祖先たちは主神であるトヒル、アヴィリシュ、ハカヴィツ神を得る。トゥランで人々の言葉は変わってしまい、カクチケルやラビナルはキチェの言葉が通じなくなる。
トヒル神に導かれ、キチェの祖先はトゥランを去って今のキチェの山々にやってきて、そこで夜明けを迎える。太陽が登ると地の表面が乾き、トヒル・アヴィリシュ・ハカヴィツ神は石になる。他の人々であるヤキ（トルテカ）はメキシコへ行き、テペウ・オロマン（オルメカ）は東方に残る。

### 第4部
各部族はキチェの祖先である4人を殺そうと謀るが、負けてしまう。その後、4人はハカヴィツ山の向こうに消えるが、彼らの子孫が首長として統治する。彼らはいくつかの新しい町に住むが、第5代のときにグマルカアフ（ウタトラン）にやってきて、ここでキチェは強大になり、24の大家に分かれる。キカブ王のときにあらゆる部族を征服した。

### 抜粋
ポポル・ヴフの抜粋2か所を視覚的に比較し下に示す。左からキチェ語、文字通りの英語翻訳、アレン・クリステンソンによる現代意訳（の日本語訳）となる。
序文
| キチェ語の原文 | 英語直訳 | 現代意訳 |
| --- | --- | --- |
| ARE' U XE' OJER TZIJ, Waral K'iche' u b'i'. WARAL xchiqatz'ib'aj wi, Xchiqatikib'a' wi ojer tzij, U tikarib'al, U xe'nab'al puch, Ronojel xb'an pa Tinamit K'iche', Ramaq' K'iche' winaq. | THIS ITS ROOT ANCIENT WORD, Here Quiché its name. HERE we shall write, We shall plant ancient word, Its planting, Its root-beginning as well, Everything done in Citadel Quiché, Its nation Quiché people. | これは古代伝承の序文である キチェと呼ばれるこの場所についての。 ここに我々は書きとめよう。 我々は古代の物語を語り始めることにする その始まりから、 それは起源である なされた事全ての キチェの拠点にて、 キチェ国家の人々の間で。 |

「原初の世界」
| キチェ語の原文 | 英語直訳 | 現代意訳 |
| --- | --- | --- |
| ARE' U TZIJOXIK Wa'e. K'a katz'ininoq, K'a kachamamoq, Katz'inonik, K'a kasilanik, K'a kalolinik, Katolona' puch u pa kaj. | THIS ITS ACCOUNT These things. Still be it silent, Still be it placid, It is silent, Still it is calm, Still it is hushed, Be it empty as well its womb sky. | これは叙述である 時についての まだ全てが静謐で 平穏なままである。 全てが沈黙し、 静穏である。 静粛なる 空虚が天空の母胎である。 |

## 現在のポポル・ヴフ

### 近現代版
ブラッスールとシェルツァーの初版以降、『ポポル・ヴフ』はオリジナルのキチェ語以外でも多くの言語に翻訳されている。A・レシーノスによるスペイン語版はデリア・ゴーツによるレシーノス作品の英語翻訳と同じくらい、今でも主要な文献である。他の英訳には、ビクター・モンテージョ、 マンロー・エドモンソン (1985年)、デニス・テドロック (1985年、1996年) の著書などがある。テドロック版は、現代キチェ族のAndrés Xiloj (en) が判読し解説しているので注目に値する。1970年代に Augustin Estrada Monroy がファクシミリ版を出版し、オハイオ州立大学が同デジタル版およびオンライン複写を保有している。キチェ語テキストの現代語訳および書き起こしは、特にサム・コロップ (en) (1999年)とアレン・J・クリステンソン (2004年) の手によって出版された。フンアフプーとイシュバランケーの物語は、パトリシア・アムリンが1時間のアニメ仕立ての映画を制作している。

### 現地での文化
『ポポル・ヴフ』はキチェ族の多くの信仰体系において重要な部分であり続けている。カトリシズムは一般的に支配的な宗教として見られているが、多くの先住民がキリスト教と土着信仰の共存的混合を実践していると確信する者も一部いる。『ポポル・ヴフ』からの物語のいくつかは、民間伝承として現代マヤ人によって語られ続けた。20世紀に人類学者によって記録された物語のいくつかが、ヒメーネス写本よりも詳細に古代の一部物語を保存している可能性もある 。2012年8月22日、『ポポル・ヴフ』はグアテマラ文化省によりグアテマラの「無形文化遺産」に指定された。

### 西洋文化への影響
19世紀ヨーロッパ人による再発見以降、『ポポル・ヴフ』は多くの作家の注目を惹きつけている。
- メキシコの画家ディエゴ・リベラは、1931年に本の挿絵として一連の水彩画を描いた。
- 1934年、初期アバンギャルドのフランス系アメリカ人作曲家エドガー・ヴァレーズは、ベース独奏者や様々な楽器向けに『ポポル・ヴフ』から言葉をとった「Ecuatorial」[47]という曲を書いた。
- マデレイン・レングル著『A Wrinkle in Time』に出てくる惑星カマゾツは、英雄双子の物語のコウモリ神カマソッツにちなんで名付けられた[注釈 18]。
- 1969年ドイツのミュンヘンで、当時マヤ神話に没頭していたキーボード奏者のフローリアン・フリッケがシンセ奏者のフランク・フィードラーと打楽器奏者のホルガー・トリュルシュと組んで「ポポル・ヴー」 (Popol Vuh)[注釈 19]というバンドを結成した。1970年のデビュー・アルバム『原始帰母 (Affenstunde)』には、この精神的なつながりが反映されている。同名の別バンド、こちらは同時期にノルウェー系の子孫で結成されたものだが、その命名もまたキチェ族の著作に触発されたものである。
- ドイツ人映画監督ヴェルナー・ヘルツォークの映画『Fata Morgana』（1971年公開）の第1章で、『ポポル・ヴフ』の文章の音読が長々と使用された。
- アルゼンチンの作曲家アルベルト・ヒナステラは、1975年に作品44交響詩『ポポル・ヴフ(Popol Vuh)』を書き始めるも、1983年に死去したため同作品は未完のままである。
- ルイス・ラムールの小説『The Haunted Mesa』に含まれる神話や伝説は『ポポル・ヴフ』に基づいている。

## マヤ図象に見られる例
現代のマヤ考古学者（第一人者としてマイケル・D・コウ）は、マヤの陶磁器や他の芸術品に『ポポル・ヴフ』の登場人物やエピソードの描写（例えば英雄双子、ホエザルの神、ヴクブ・カキシュの討伐、双子の死んだ父親フン・フンアフプーの似顔として広く信じられている像）を発見した。そのため象形文字的なテキストの付随する箇所は、理論上『ポポル・ヴフ』からの一節に関連する可能性がある。リチャード・D・ハンセンはエル・ミラドール遺跡で、漆喰のフリーズに双子の英雄に見える浮遊する人物像2体を発見した。
英雄双子の物語に続くのは白と黄色のトウモロコシから創られた人類で、マヤ文化における農作物の飛びぬけた重要性が示されている。古典時代のマヤでは、フン・フンアフプーがトウモロコシの神を象徴していた可能性がある。『ポポル・ヴフ』では切り落とされた彼の頭はヒョウタンノキになったと明白に述べられているが、一部の学者はこのヒョウタンノキがカカオの実あるいはトウモロコシの穂と互換関係にあると考えている。この考えにおいて、断頭および生贄はトウモロコシの収穫および植栽や収穫に伴う供物に相当する。月と太陽の周期が農作物の季節を決定するため、植栽や収穫もマヤの天文学や暦に関連するものである。

## 主な刊行版
- Karl von Scherzer, ed (1857). Las historias del origen de los indios de esta provincia de Guatemala. Viena: Carlos Gerold e hijo
  - ウィーンで出版された、ヒメーネスによるスペイン語訳を含む『インディオの起原の歴史』。最初に出版された『ポポル・ヴフ』。
- Popol Vuh. Le livre sacré et les mythes de l'antiquité américaine, avec les livres héroïques et historiques des Quichés. Paris: Bertrand. (1861)
  - シャルル・エティエンヌ・ブラッスール・ド・ブールブールによるキチェ語原文とフランス語訳。
- Popol Vuh: das heilige Buch der Quiché-Indianer von Guatemala, nach einer wiedergefundenen alten Handschrift neu übers. und erlautert von Leonhard Schultze. Stuttgart: W. Kohlhammer. (1944). OCLC 2549190（ドイツ語）
- Adrián Recinos, ed (1947). Popol Vuh: las antiguas historias del Quiché. Mexico: Fondo de Cultura Económica（スペイン語）
- Recinos, Adrián (1950). Delia Goetz; Sylvanus Griswold Morley. ed. Popol Vuh: The Sacred Book of the Ancient Quiché Maya (1 ed.). Norman: University of Oklahoma Press
  - レシーノス版を元にした最初の完全な英訳版
- レシーノス校註 著、林屋永吉 訳『ポポル・ヴフ : マヤ文明の古代文書』中央公論社、1961年。
  - レシーノス版による日本語訳。改訂版1971年、中公文庫、1977年
- Munro S. Edmonson, ed (1971). The Book of Counsel: The Popol-Vuh of the Quiche Maya of Guatemala. Publ. no. 35. New Orleans: Middle American Research Institute, Tulane University. OCLC 658606（英語）
- Agustín, Estrada Monroy, ed (1973). Popol Vuh: empiezan las historias del origen de los índios de esta provincia de Guatemala (Edición facsimilar ed.). Guatemala City: Editorial "José de Piñeda Ibarra". OCLC 1926769（スペイン語）
- Dennis Tedlock, ed (1985). Popol Vuh: the Definitive Edition of the Mayan Book of the Dawn of Life and the Glories of Gods and Kings, with commentary based on the ancient knowledge of the modern Quiché Maya. New York: Simon & Schuster. ISBN 0-671-45241-X. OCLC 11467786（英語）
- Luis Enrique Sam Colop, ed (1999). Popol Wuj: versión poética K'iche'. Quetzaltenango; Guatemala City: Proyecto de Educación Maya Bilingüe Intercultural; Editorial Cholsamaj. ISBN 99922-53-00-2. OCLC 43379466 (キチェ語)
- Popol Vuh: Literal Poetic Version: Translation and Transcription. translated by Allen J. Christenson. Norman: University of Oklahoma Press. (2004). ISBN 978-0-8061-3841-1
- Popol Vuh: The Sacred Book of the Maya. translated by Allen S. Christenson. Norman: University of Oklahoma Press. (2007). ISBN 978-0-8061-3839-8
- Poopol Wuuj - Das heilige Buch des Rates der K'ichee' — Maya von Guatemala. translated by Jens Rohark. (2007). ISBN 978-3-939665-32-8